# Ambarvales

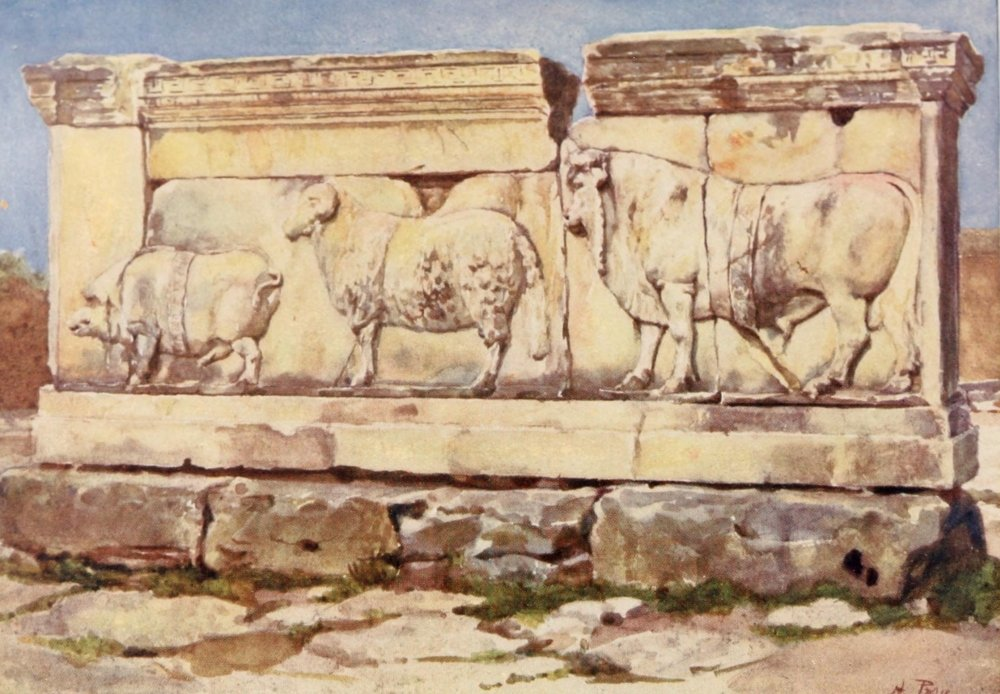
Relief représentant les sacrifices des ambarvales.

Dans la Rome antique, les ambarvalia (ambarvales ou ambarvalies en français) sont une fête religieuse célébrée le 29 mai en l'honneur de la déesse Dea Dia.

## Étymologie
Ambarvalia vient du latin ambire arva qui signifie tourner autour des champs.

## Le rituel
Il s'agit d'une fête célébrée à Rome et dans plusieurs villes d'Italie pour favoriser la récolte et détourner les fureurs du dieu Mars.
Le 29 mai, les Frères arvales dirigeaient une procession lustrale en l'honneur de la déesse Dea Dia. Selon Festus, le mot ambarvales désignait aussi la victime promenée autour des champs, trois fois selon Virgile, et immolée pour leur fertilité,.
En usage dans l'ager romanus, le territoire propre de la ville de Rome, il est possible que cet antique rite ait été repris, christianisé et généralisé par l'Église au VIe siècle, qui en aurait alors fait le  jour des Rogations,.